# Lopușanka-Homîna, Starîi Sambir
Lopușanka-Homîna (în ucraineană Лопушанка-Хомина) este un sat în comuna Strilkî din raionul Starîi Sambir, regiunea Liov, Ucraina.

## Demografie
Componența lingvistică a localității Lopușanka-Homîna
     Ucraineană (99,62%)
     Alte limbi (0,38%)
Conform recensământului din 2001, majoritatea populației localității Lopușanka-Homîna era vorbitoare de ucraineană (99,62%), existând în minoritate și vorbitori de alte limbi.